# كريس كوريغان
كريس كوريغان (بالإنجليزية: Chris Corrigan)‏ هو شخصية أعمال أسترالي، ولد في 1946.